# Leucania disciliena
Leucania disciliena là một loài bướm đêm trong họ Noctuidae.